# Solvatació

Un catió sodi solvatat per molècules d'aigua [Na(H2O)6]+. El nombre oscil·la entre 2 i 7 segons els mètodes de determinació.

La solvatació és un fenomen que es produeix en una dissolució i que consisteix en l'atracció, mitjançant forces intermoleculars ió-dipol, forces de van der Waals i enllaços per pont d'hidrogen, de les molècules del dissolvent i els ions o molècules de solut.
El mot «solvatació» prové de «solvat» i aquest de l'anglès solvate, i aquest de to solve 'dissoldre' i -ate '-at', emprat pels químics francesos per anomenar substàncies.
Per efecte d'aquestes forces intermoleculars cada ió o molècula de solut queda envoltada d'un cert nombre de molècules orientades de dissolvent formant un solvat. El nombre d'aquestes molècules de dissolvent s'avalua amb l'índex de solvatació, que representa la mitjana de molècules que l’envolten. La capa de molècules de dissolvent més pròxima a les partícules de solut és anomenada capa de solvatació química. En el cas d’un ió, l’acompanya en la seva migració en un camp elèctric. Les molècules que formen aquesta capa no estan lligades al solut de forma indefinida, sinó que hi ha un intercanvi amb altres molècules del dissolvent a causa de xocs amb les capes més externes. El nombre de molècules que formen aquesta capa depèn del dissolvent i del solut.
El nombre de molècules d'aigua de les dues primeres capes és a hores d'ara conegut amb poca precisió. S'han emprat diferents mètodes per esbrinar aquests valors com ara espectroscòpia de RMN i mesures de propietats de transport com conductivitat iònica, mobilitat i viscositat. Una de les causes de la dificultat d'esbrinar aquests valors és el curt temps que una molècula es manté en la seva posició que és inferior a 0,1 ms, el temps requerit per a les mesures de RMN. Pels anions ({\displaystyle {\ce {I^{-}, Br^{-}, Cl^{-}}}}) el temps de residència és extremadament baix, al voltant dels picosegons. Els cations monovalents ({\displaystyle {\ce {Li+, Na+, K+, Cs+}}}) el tenen entre 0,1 ns i 1 ns. Els cations divalents tenen valors més alts: 10 ns pel {\displaystyle {\ce {Ca^2+}}}, 100 ns pel {\displaystyle {\ce {Fe^2+}}}, 10 μs pel {\displaystyle {\ce {Ni^2+}}} i {\displaystyle {\ce {Mg^2+}}}, entre 1 ms i 10 ms pel {\displaystyle {\ce {Be^2+}}}, el catió metàl·lic més petit. Pels cations trivalents els temps també són elevats: més de 10 μs pel {\displaystyle {\ce {Ti^3+}}}, més de 0,1 ms pel {\displaystyle {\ce {Fe^3+}}} i més de 10 s per l'{\displaystyle {\ce {Al^3+}}}.
Amb les dades actuals l'índex de solvatació més observat és 6. En el cas d'ions dels blocs i p de la taula periòdica ({\displaystyle {\ce {Be^2+, Mg^2+, Zn^2+, Al^3+, Ga^3+, In^3+, Sc^3+}}}) l'índex de solvatació és 4. Els ions de metalls de transició ({\displaystyle {\ce {V^2+, Mn^2+, Fe^2+, Co^2+, Ni^2+, Ti^3+, V^3+, Cr^3+, Fe^3+}}}) presenten índex de solvatació 6. {\displaystyle {\ce {Pd^2+}}} i {\displaystyle {\ce {Pt^2+}}} el tenen de 2 i {\displaystyle {\ce {Th^4+}}} és de 9. La disposició que adopten les molècules d'aigua és lineal si són dues, quadrada o tetraèdrica si són quatre i octaèdrica si són 6.
Les capes més allunyades, són les de solvatació física i les molècules estan unides per forces més febles al solut i estan desordenades. En el cas particular en què el dissolvent és l'aigua, la solvatació és anomenada hidratació.

## Història
Ell concepte de solvatació fou proposat pel químic alemany George Bredig (1868–1944) l’any 1894 per explicar la irregular evolució amb la massa atòmica de la conductivitat dels cations dels metalls, la qual és deguda al fet que els cations més petits, en ser més hidratats, augmenten llur radi iònic eficaç (índex de transport).

## Termodinàmica
Es defineix entalpia estàndard de solvatació {\displaystyle \Delta _{s}H^{o}} com la calor a pressió constant (entalpia) implicada en el procés de solvatació d'una espècie química partint de l'estat gasós d'aquesta espècie. Es pot calcular com la diferència d'entalpies estàndard de dissolució a dilució infinita {\displaystyle \Delta _{d}H^{o}} i de vaporització {\displaystyle \Delta _{v}H^{o}}:
{\displaystyle \Delta _{s}H^{o}=\Delta _{d}H^{o}-\Delta _{v}H^{o}}
L'entalpia de solvatació del clorur de sodi {\displaystyle \Delta _{s}H^{o}(NaCl)} es correspon a l'entalpia del procés:
{\displaystyle {\ce {Na+(g)\,+\,Cl^{-}(g)\,+\infty H2O(l)->NaCl(aq),\infty H2O}}}i val –783,4 kJ/mol.
Tanmateix més que aquest valor interessa saber la contribució per separat de cadascun dels ions. Per fer aquest càlcul cal fer una suposició que és assignar a l'entalpia de solvatació del protó {\displaystyle {\ce {H+}}} el valor de zero. Agafat la següent reacció:
{\displaystyle {\ce {H+(g)\,+\,Cl^{-}(g)\,+\infty H2O(l)->HCl(aq),\infty H2O}}}
D'aquesta manera l'entalpia de solvatació del clorur d'hidrogen –1469,9 kJ/mol és igual a l'entalpia de solvatació de l'anió clorur –1469,9 kJ/mol:
{\displaystyle \Delta _{s}H^{o}(HCl)=\Delta _{s}H^{o}(H^{+})+\Delta _{s}H^{o}(Cl^{-})}
Emprant aquest valor i el de l'entalpia de solvatació del clorur de sodi s'obté la del catió sodi, que val 686,5 kJ/mol.